# NGC 7589
NGC 7589 est une galaxie spirale intermédiaire située dans la constellation des Poissons. Sa vitesse par rapport au fond diffus cosmologique est de 8 564 ± 26 km/s, ce qui correspond à une distance de Hubble de 126,3 ± 8,9 Mpc (∼412 millions d'al). NGC 7589 a été découverte par l'astronome allemand Albert Marth en 1864.
La classe de luminosité de NGC 7589 est I et elle présente une large raie HI. De plus NGC 7589 est une galaxie active de type Seyfert 1.

## Supernova
La supernova SN 2011hv a été découverte dans NGC 7589 le 17 juillet 2011 par les astronomes F. Ciabattari, S. Donati, E. Mazzoni, G. Petroni et M. Rossi du groupe ISSP (Italian Supernovae Search Project). Cette supernova était de type Ia et sa magnitude au moment de sa découverte était de 18,1.